# TVN Meteo
TVN Meteo (w latach 2015–2017 TVN Meteo Active; zapis stylizowany: tvn meteo) – polski portal internetowy poświęcony tematyce pogodowej. W latach 2003–2015 pod tą marką funkcjonowała stacja telewizyjna. W 2015 kanał przekształcił się w stację TVN Meteo Active, która obok pogody była poświęcona aktywności fizycznej i programom o zdrowym trybie życia. W 2017 roku stacja została przekształcona w HGTV w ramach przekazu satelitarnego i kablowego, a marka TVN Meteo została przywrócona jako portal internetowy poświęcony prognozom pogody i tematyce meteorologicznej.

## Historia
Kanał TVN Meteo rozpoczął nadawanie 10 maja 2003. W ramówce znajdowały się głównie tematyczne prognozy pogodowe. Z czasem w ramówce emitowano również programy o zdrowiu, zwierzętach, roślinach oraz anomaliach pogodowych.
W latach 2007–2009 podczas prezentowania pogody w miastach muzykę stanowił utwór Bruna Pilloix'a „Gentle Ballad”.
Od 2 marca 2009 roku kanał nadawał w formacie 16:9.
Od 1 sierpnia 2009 roku do końca 2012 roku na antenie TVN Meteo obecne były pasma ezoteryczne produkcji Kosmica TV. Od lutego 2013 roku do 2015, po miesiącu bez programów ezoterycznych w to miejsce weszły audycje stacji Ezo TV. Od 2016 w miejsce popołudniowego pasma ezoterycznego weszło pasmo telezakupowe Telezakupy Mango, a nocą program ezoteryczny Klub Magii produkowaną przez Polcast Television.
20 czerwca 2011 roku wystartował portal pogodowy tvnmeteo.pl. Za oficjalną datę uruchomienia przyjmuje się jednak 21 czerwca 2011. W lipcu 2011 TVN Meteo rozpoczęło nadawanie również programów dokumentalnych. Od samego początku stacja nadawała 24 godziny na dobę.
W październiku 2014 roku ogłoszono prowadzenie prac na dwoma nowymi kanałami – serialowo-filmowym TVN Fabuła oraz o tematyce zdrowia, fitnessu i aktywności fizycznej TVN Sportive. W grudniu 2014 roku nadawca wystąpił do KRRiT o zawieszenie postępowania koncesyjnego dla TVN Sportive. Jednak nadawca nie zrezygnował z projektu, lecz postanowiono o przekształecniu pogodowej stacji w stację o tematyce lifetylowo-sportowej pod nazwą TVN Meteo Active. Decyzję tłumaczono częściowym wyczerpaniem formuły kanału i spadającą oglądalnością stacji.
16 kwietnia 2015 r. stacja przeszła rebranding i zmieniła nazwę na TVN Meteo Active oraz otrzymała nowe logo. Stacja łączyła wcześniej nadawane serwisy o pogodzie z nowymi programami dotyczącymi m.in. sportu, zdrowego trybu życia i odżywiania się, fitnessu czy spędzania wolnego czasu. Jednak prognozy pogodowe emitowane były głównie w godzinach nocnych.
Natomiast z marki TVN Meteo jako oddzielnego projektu nie zrezygnowano. W internecie pozostał odrębny portal TVNmeteo.pl z aktualną prognozą pogody i pogodowymi informacjami oraz w serwisach społecznościowych.
W 2016 roku TVN zapowiedział rebranding kanału TVN Meteo Active, który 7 stycznia 2017 roku zmienił się w stację poświęconą wnętrzarstwu i ogrodnictwu HGTV. Tego dnia nadawca wznowił działalność pod marką TVN Meteo, uruchamiając na swoim portalu transmisję na żywo w formie telewizji internetowej, koncentrującej się wyłącznie na prezentowaniu prognoz pogody. Przekaz internetowy funkcjonował przez niespełna miesiąc po zakończeniu działalności TVN Meteo Active.

## Prezenterzy TVN Meteo
- Dorota Gardias
- Maja Popielarska
- Omenaa Mensah
- Magda Adamowicz
- Tomasz Wasilewski
- Tomasz Zubilewicz

## Logo
| Lata                               | Opis | Grafika |
| ---------------------------------- | --- | ------- |
| 10 maja 2003 – 15 kwietnia 2015    | Ucięte granatowe koło z połyskiem, w środku napis „tvn”; złota figura w kształcie księżyca, po której widnieje zielony napis „meteo”.                                                                                        |         |
| 16 kwietnia 2015 – 6 stycznia 2017 | U góry duże koło z wyciętą podobizną człowieka w ruchu; dolne niewycięte części w kolorze jasnozielonym, górna – w niebieskim. Pod spodem napis „tvn” (pomarańczowy), „meteo” (zielony), a pod nimi „ACTIVE” (pomarańczowy). |         |
| od 7 stycznia 2017                 | Granatowe koło jest bez połysku, figura w kształcie księżyca jest pomarańczowa, a napis „meteo” jest napisany jaśniejszym kolorem. Na ekranie logo jest białe.                                                               |         |